# Laos International 2008
Die Laos International 2008 im Badminton fanden vom 23. bis zum 27. April 2008 statt.

## Sieger und Platzierte
| Disziplin    | Gold                               | Silber                                 | Bronze                                      |
| ------------ | ---------------------------------- | -------------------------------------- | ------------------------------------------- |
| Herreneinzel | Hendri Aprilliyanto                | Pamulang Bayu Sukmo                    | Pisit Poodchalat                            |
| Herreneinzel | Hendri Aprilliyanto                | Pamulang Bayu Sukmo                    | Dương Phương Nam                            |
| Dameneinzel  | Lê Ngọc Nguyên Nhung               | Ratchanok Intanon                      | Palisa Vongnakhone                          |
| Dameneinzel  | Lê Ngọc Nguyên Nhung               | Ratchanok Intanon                      | Jenna Gozali                                |
| Herrendoppel | Afiat Yuris Wirawan Wifqi Windarto | Rizki Yanu Kresnayandi Albert Saputra  | Dương Bảo Đức Phạm Cao Hiếu                 |
| Herrendoppel | Afiat Yuris Wirawan Wifqi Windarto | Rizki Yanu Kresnayandi Albert Saputra  | Angly Phouthakeo Bouanguen Sengsavara       |
| Damendoppel  | Annisa Wahyuni Nimas Rani Wjayanti | Lê Ngọc Nguyên Nhung Thái Thị Hồng Gấm | Jenna Gozali Ulfa Luluk Maria               |
| Damendoppel  | Annisa Wahyuni Nimas Rani Wjayanti | Lê Ngọc Nguyên Nhung Thái Thị Hồng Gấm | Inthavanh Khonesanith Merngchalern Manivone |
| Mixed        | Dương Bảo Đức Thái Thị Hồng Gấm    | Pisit Poodchalat Ratchanok Intanon     | Wifqi Windarto Maria Ulfa Luluk             |
| Mixed        | Dương Bảo Đức Thái Thị Hồng Gấm    | Pisit Poodchalat Ratchanok Intanon     | Md. Salleh Siti Marinah Wahab Syazwan Faiz  |